# Roberto Solozábal Villanueva
Roberto Solozábal Villanueva (Madrid, Espanya, 15 de setembre de 1969), és un exfutbolista espanyol. Va jugar de central a l'Atlètic de Madrid i al Reial Betis entre 1987 i 2003. Va ser internacional amb la selecció espanyola.

## Trajectòria
Roberto Solozábal es va formar com a futbolista a l'Atlético Madrileño i va pujar al primer equip del club matalasser el 1989. Allí va jugar 8 temporades guanyant una lliga i 3 Copes del Rei, sent capità de l'equip titular del doblet (1996).
En 1997 va ser traspassat al Reial Betis, club al qual va pertànyer fins a l'any de la seva retirada en el 2000, apartat del club al que va dur als tribunals. Solozábal va jugar un total de 282 partits en Primera divisió i va marcar 3 gols.

## Selecció
Ha estat internacional amb la selecció espanyola en 12 ocasions entre 1991 i 1993. A més va ser capità de la selecció olímpica de 1992 amb la qual va assolir la medalla d'or.

## Clubs
| Club                    | Any       |
| ----------------------- | --------- |
| Club Atlético de Madrid | 1987-1997 |
| Real Betis Balompié     | 1997-2000 |

## Palmarès
| Títol                             | Club                    | Any       |
| --------------------------------- | ----------------------- | --------- |
| Copa del Rei                      | Club Atlético de Madrid | 1990-1991 |
| Copa del Rei                      | Club Atlético de Madrid | 1991-1992 |
| Copa del Rei                      | Club Atlético de Madrid | 1995-1996 |
| Lliga                             | Club Atlético de Madrid | 1995-1996 |
| Medalla d'Or en els Jocs Olímpics | Selecció espanyola      | 1992      |